# Octocrilè
Octocrilè és un compost orgànic utilitzat com a ingredient en protectors solars i productes cosmètics en general. Químicament és un ester del difenilcianoacrilat amb 2-etilhexanol. És un líquid viscós d'aparença oliosa, clar i lleugerament groc.
Gràcies a la conjugació dels anells aromàtics amb el doble enllaç del fragment d'acrilonitril, l'octocrilè absorbeix a la zona ultraviolada B i la zona A en longituds d'ona curtes, concretament entre 280 i 320 nm, protegint l'ADN de la pell dels efectes nocius de la llum solar. Per la seva banda el fragment de l'hexiletanol dona propietats emolients i de resistència a l'aigua.
És un ingredient encara aprovat a la Unió Europea, Estats Units i Austràlia, però és un dels que es coneixen com a contaminants emergents i la seva presència a l’aigua pot implicar un risc per al medi, també per a la salut humana.
De fet a les illes Hawaii se n'ha prohibit l'ús recentment per la letalitat que generen pels coralls